# Kritisk rasteori
Kritisk rasteori (engelska: Critical race theory, CRT) är ett samhällsvetenskapligt perspektiv och akademisk disciplin (huvudsakligen i USA), inriktad på tillämpningen av kritisk teori för att studera samhälle och kultur i skärningspunkten mellan ras, lag och makt.

## Teman och definition

### Centrala teman
CRT har två vanliga teman: För det första menar CRT att vit överhöghet och rasmakt bibehålls över tid, i synnerhet genom lagen som kan spela en roll i denna historiska process (se exempelvis naturalism). För det andra undersöker CRT möjligheten att omvandla förhållandet mellan lagen och rasmakt, för att mer brett arbeta för en rasfrigörelse och motverka mänsklig underordning på grund av föreställningar om "ras".
Ett centralt tema inom CRT är att endast färgade människor anses kvalificerade att uttala sig om hur rasism påverkar färgade människor. Detta betecknas som "voice of colour" vilket kan översättas som de färgades röst.
Grunden för kritisk rasteori är uppfattningar om jämlikhet och rättvisa och indelning av samhället i underordnade och överordnade grupper, vilka betecknas som förtryckta respektive privilegierade. CRT kan sägas ställa jämlikhet mot frihet, likabehandling och meritokrati som rättviseprinciper. Teorin kan ses som en strävan efter att åstadkomma en ideologiskt färgad jämlikhet och rättvisa.
Enligt sociologerna Mary Romero och Jeremiah Chin finns det några centrala teman som återkommer i kritisk rasteori: Ras som social konstruktion, att ras är "inbäddat" i sociala, politiska och ekonomiska strukturer, intersektionalitet och antiessentialism, överlappande intressen mellan olika grupper, samt en kritik mot "färgblindhet" eller en post-rasistisk syn på samhället. Att ras är en social konstruktion innebär att begreppet fylls med olika mening beroende på sociala maktstrukturer och vilken historisk period som undersöks.
Ras eller rasism som inbäddat fenomen i olika strukturer innebär enligt förespråkarna för kritisk rasteori att det inte går att enbart fokusera på att eliminera avsiktliga rasistiska handlingar för att få bort rasism som fenomen. Även andra strukturer behöver påverkas för att minska ojämlikheter baserat på ras, enligt kritiska rasteoretiker. Intersektionalitet och antiessentialism avser synen att ingen person kan reduceras till enbart en identitet utan har en rad identiteter som återfinns där olika identiteter korsar varandra, till exempel kulturella, klassbaserade identiteter, könsidentiteter, med flera. I kritisk rasteori finns ett återkommande tema om att gynnande domstolsbeslut eller politisk framgång för minoriteter - och särskilt svarta - bara sker när sådana förändringar också gynnar eliten (främst vita) i samhället genom att elitens privilegier eller intressen bibehålls. Det sista temat som Romero och Chin tar upp som centralt för KRT är kritiken mot ett färgblint perspektiv på ras. Med det menas olika handlingar och synsätt som osynliggör vilken roll ras har i samhället och där förment jämlika arbetssätt eller idéer påverkar olika raser på olika sätt. Det kan till exempel röra hur domstolar arbetar eller att det är svårt för icke-vita att göra karriär i praktiken trots formellt lika förutsättningar.
Enligt författaren och historikern Ibram X Kendi är rasism inte bara att agera rasistiskt utan även att ”genom sina handlingar eller icke-handlingar stödjer en rasistisk politik”. En rasistisk politik är, enligt Kendi, en politik som inte aktivt utjämnar skillnaderna mellan svarta och vita. Kendi menar att lika utfall är rättvist, medan en politik som bara eftersträvar lika förutsättningar är orättvis. Således gör han skillnad på rättvisa och jämlikhet. För antirasism menar Kendi det med andra ord inte tillräckligt att ge människor lika förutsättningar. Antirasism är enligt Kendi att garantera lika utfall. Kendis idéer sammanfaller med CRT.
| ”               | När det kommer till lagstiftningen behöver vi se till att utfallet blir rättvist eftersom vi lever i ett ojämlikt samhälle. Om du stiftar en lag som ger miljardärer och fattiga samma skattelättnader så kommer det att förstärka ojämlikheten. Men om du stiftar lagar som utgår från personer med de största behoven, oavsett bakgrund, så skipar det rättvisa. | „ |
| – Ibram X Kendi | |   |

University of California, Los Angeles School of Public Affairs beskriver traditionen så här:
| ” | CRT inser att rasism är inbäddat i det amerikanska samhället och samhällssystemet. Även utan några rasistiska individer är den strukturella rasismen djupt inrotad i den dominanta kulturen. Det här är den analytiska lins CRT använder vid granskandet av de existerande maktstrukturerna. CRT utpekar "vita privilegier" och "vit makt" som basen för dessa strukturer, vilka vidmakthåller marginaliseringen av färgade människor. | „ |

## Historia
Kritisk rasteori som begrepp uppstod på 1980-talet vid amerikanska lärosäten i juridik som en reaktion på Critical legal studies (CLS). Forskare som Derrick Bell tyckte om dess fokus på medborgerliga rättigheter, men var djupt kritisk till hängivenheten som andra forskare inom fältet hyste inför ett slags färgblindhet samt till deras fokus på bara den avsiktliga rasdiskrimineringen, snarare än ett bredare perspektiv som även omfattar villkoren för rasojämlikhet. På ett liknande sätt anammade forskare som Patricia Williams, Kimberlé Williams Crenshaw och Mari Matsuda CLS teoretiska syn om återskapande av hierarkier, men ställde sig kritiska till CLS-forskares fokus på rasdominans snarare än på de särskilda källor som orsakar rasförtryck och rasistiskt definierade sociala rangordningar i samhället.
År 2002 erbjöd fler än 20 juridiska lärosäten i USA och minst tre lärosäten utanför USA utbildningar och kurser i Critical Race Theory där teorin ges ett centrum i bildningen. CRT lärs ut inom pedagogik, statsvetenskap, genusvetenskap, etniska studier och Amerikastudier.

## Kritik
Kritisk rasteori är inte okontroversiellt och har kritiserats från flera olika perspektiv. Många har kritiserat kritisk rasteori för att den omfamnar en osammanhängande skepticism mot objektivitet och sanning inspirerat av postmodernism. Andra har kritiserat kritiska rasteoretiker för att de nedvärderar traditionellt liberala ideal om neutralitet, jämlikhet, likabehandling och rättvisa, såväl som för att de förkastar meritokrati inom akademin och i anställningar. Det förekommer också kritik mot att kritisk rasteori tolkar allt som avviker från lika utfall inom juridik, ekonomi och akademi som bevis för förekomst av strukturell diskriminering. Kritiska rasteoriker har också kritiserats för deras avfärdande av även välmenande kritik av kritisk rasteori som uttryck för rasism.
Bland andra hävdar den politiska kommentatorn och matematikern James A. Lindsay att CRT i grunden är marxism, där klassbegreppet ersatts med raser och andra minoriteter. Han menar att CRT är rasmarxism på samma sätt som marxism kan betecknas som klassmarxism.
Vidare anklagas CRT av bland annat debattören Tucker Carlson och politikern Ben Carson för att istället för att skapa ett jämlikt samhälle snarare leda till en segregation där "ickevita" per automatik är offer för de "vitas" förtryck, vilket av kritikerna anses få absurda konsekvenser vid praktisk tillämpning.. Exempelvis är ett universitet i Brooklyn under utredning efter att judiska studenter, däribland en latina, anklagats av både lärare och andra studenter för att "vara vita och privilegierade och därför förtryckare av andra minoriteter".